# 语言冗余
语言学中的冗余，也译作羡余、多余、剩余，是由信息论引入的术语，指在理解或识别语言单位时重复出現的非必要特征。
冗余信息通常比较容易预测，信息熵较低，很多时候可以脱离具体语境猜到冗余的信息，例如汉语短语“电话[...]码”可以很容易猜到中间缺“号”。语言考试中的選詞填空也一定程度上基于语言冗余现象，考生可以通过所学知识和语境中自然语言的冗余信息推测缺失的内容。
虽然在修辞学和文学创作中并不提倡语言的冗余，但在音系学上冗余凭借其可预测性和规律性在节奏和韵律方面有着突出作用，许多歌谣都会运用冗余修辞。

## 定義
虽然冗余在语言中是相当普遍的现象，语言学的各种领域都可以见到冗余现象，但学者对于冗余并没有统一的定义。例如弗兰克·史密斯和肯·古德曼都是研究阅读中的冗余，二者观点可以概括为“只要信息被不止一个来源复制，就会出现冗余”。同时对信息论研究者，定义冗余也比较困难，例如爱德华·科林·切尔瑞提到“在信息论中，冗余通常经过数理整理，生成的语法不是按照语言学家惯用的方式，而是通过条件概率集合描述”，但他也认为语言结构之间的关系非常复杂，各种语言结构中构建冗余的方法各有不同。语法上的冗余研究起步较早，其定义主要和可预测性相关，但与之相对语义冗余更多与重复联系在一起。

## 语源与辨析
早在魏晋时期，经学家王肃就注意到汉语中的冗余现象，他认为《左传》中“郑，伯男也；而使从公侯之贡，惧弗给也”一句的“伯男”“公侯”实际上指示“伯”“公”的意思，称之为“足句辞”，此后的经学家大多没有从语言学的角度解读这一现象；1930年代，黄侃、杨树达、黎锦熙分别用“配字”、“连及”、“复词偏义”概括古文中的这种现象，“偏义复词”至今仍是汉语语言学的常用术语。
西文中的“冗余”（Redundancy）最早出自香农的信息论，借以只带信息传递过程中超出最少需要量的那部分信息。根据信息论，由于现实中会存在噪声等因素干扰信息的传递，因此说话人在向听众讲话时传递多余的信息是有必要的，听众可以通过多余的信息避免信息丢失，这也有利于听众对于说话人所传递信息的理解与反馈。在语言学界，爱德华·科林·切尔瑞、莫里斯·哈勒和罗曼·雅各布森在1953年的论文中最早以俄语为例论及语言学中的冗余现象。
中国大陆学术界使用“羡余”这一术语主要受到了赵元任和西方学术界的影响，从1980年代开始采用新术语“羡余”讨论汉语中“表达形式大于或超出语义内容”的语言现象。赵元任在1956年的英文论文《汉语结构各层次间形态与意义的脱节现象》（Formal and Semantic Discrepancies Between Different Levels of Chinese Structure）和英文著作《中国话的语法》（A Grammer of Spoken Chinese）中提及了汉语中的冗余现象。中国大陆学术界在1980年代开始从国际上引入这一概念，最初的外语研究者大多把这一术语翻译为“冗余”，而汉语研究则在李荣和朱德熙首倡下大多使用“羡余”替代“冗余”，因为汉语中“冗余”有多余不必要的贬义，但汉语中成分的重复有其必要性。此外还有少数使用“多余”“剩余”翻译这一术语。
学术上冗余和赘余存在区别，如果某一成分虽然并没有增加实际的语义，但在语用上起到了抵抗信息干扰、促进读者理解等作用，那么就不应该将这一部分视作赘余。在汉语中，羡余主要起到强调语素、协调音节的作用。有观点认为判断某些成分归于羡余还是赘余则一定程度上取决于人们对其的接受程度，例如社会上就“凯旋而归”存在长期争议，1982年中国电大考题、1999年《联合早报》文章都曾判定“凯旋而归”为病句引起反驳。通常在写作中，尤其是技术写作中，会比较推崇行文简洁而不重复，但也有人会区分羡余的重复和赘余的重复，例如计算机学家高德纳就鼓励写作者“再说一遍，正反互补，尤其是在给出定义的时候，这样有助于促进读者的理解”。

## 语法学
冗余现象在语法的任何层级都有可能发生。在许多语言中，基于语义的一致性要求，不同词汇在短语或句子中会协调调整形式，在这一过程中相同语法信息可能会重复多次。以西班牙语的“绿树”（los árboles verdes）的屈折变化为例，短语中冠词“los”、名词“árboles”、形容词“verdes”都采用复数形式，重复表示了这一词组指代复数。在音系学中，最小對立體是指某一对字词在某一音系中存在唯一的音位差异。然而很多时候音位的差异具有多重音系学特征，例如英语中的最小对立体“pin”和“bin”不仅仅有清浊对立，还有送气不送气、声带振动不振动等差异，单独来看每一种特征都足以区分英语中的/p/和/b/。
生成文法利用冗余规则简化描述语法的形式，例如如果上文提及的“pin”和“bin”中清浊对立可以提示送气不送气和声带紧张程度，那么语法分析中就不需要提及可以被提示的特征；另一方面，音系学用区别性特征指代那些必要而必须提及的特征。在词法层面也存在着冗余现象，例如协同发音和語音同化这类音系学上有条件的语音交替现象，这类语音规则一定程度上有利于消除口语的含糊不清。正如斯蒂芬·平克所言：“在我们理解对话的过程中，语音规则的冗余弥补了某些语音歧义问题。例如，当听者听到‘thisrip’的时候，也许能知道‘thisrip’应该是‘this rip’而不是‘the srip’，因为在英语中并没有复辅音‘sr’开头的单词。”

### 书籍
- 潘先军.  1. 北京: 北京语言大学出版社. 2012. ISBN 978-7-5619-3270-4. OCLC 874764008.